# Лиморенко Олександр Парамонович
Лиморе́нко Олекса́ндр Парамо́нович (рос. Лиморе́нко Алекса́ндр Парамо́нович; 25 жовтня 1912, Псебай — 27 жовтня 1981) — Герой Радянського Союзу.

## Біографія
Народився 25 жовтня 1912 року в селищі Псебаї (нині Мостовського району Краснодарського краю Росії) в селянській родині. Украинец. Працював в лісництві Лабінського району.
У 1934 році призваний до лав Червоної Армії. У 1936 році демобілізувався. Вдруге призваний в 1941 році. У боях німецько-радянської війни з серпня 1943 року. Був командиром гармати 372-го стрілецького полку 218-ї стрілецької дивізії 47-ї армії Воронезького фронту.
Влітку 1943 року сержант О. П. Лиморенко протягом двох місяців безперервно діяв зі своїм розрахунком в бойових порядках передових підрозділів піхоти. 29 вересня 1943 року в боях за Дніпро на Букринському плацдармі в Київській області знищив три танки противника. Був поранений, але продовжував вести вогонь.
Указом Президії Верховної Ради СРСР від 3 червня 1944 року за мужність і героїзм, проявлені при форсуванні Дніпра і утриманні плацдарму сержанту Олександру Парамоновичу Лиморенку присвоєно звання Героя Радянського Союзу з врученням ордена Леніна і медалі «Золота Зірка» (№ 4474).
Член ВКП(б) з 1945 року. Після закінчення війни демобілізувався. 

Могила Олександра Лиморенка

Жив у Києві. Помер 27 жовтня 1981 року. Похований в Києві на Міському кладовищі «Берківцях» (ділянка № 85).

## Нагороди
Нагороджений орденом Леніна, орденом Червоного Прапора, орденом Вітчизняної війни 1-го ступеня, орденом Вітчизняної війни 2-го ступеня, медалями.